# Mark Kopytman
Mark Kopytman (russisch Марк Ру́вимович Ко́пытман; hebräisch מרק קופיטמן; * 6. Dezember 1929 in Kamjanez-Podilskyj; † 16. Dezember 2011 in Rechovot) war ein israelischer Komponist und Musikpädagoge.
Kopytman studierte zunächst Klavier und Musiktheorie. Er absolvierte dann ein Medizinstudium und setzte später seine musikalische Ausbildung bei Roman Simovych an der Musikakademie in Lemberg und bei Semjon Bogatyrjow am Moskauer Konservatorium fort. Er erhielt 1958 seinen zweiten PhD und unterrichtete dann in Moskau, Alma-Ata und Chişinău.
1972 wanderte er nach Israel aus und wurde Professor für Komposition an der Jerusalem Academy of Music and Dance, deren Dekan er von 1974 bis 1994 war. Ab 1979 war er ständiger Gastprofessor an der Hebräischen Universität Jerusalem. 1982–83 und 1988–89 war er Gastprofessor an der University of Pennsylvania. 1991 gab er als Gastprofessor Vorlesungen am Moskauer Konservatorium. 1991 gründete er das Doron Ensemble für Musik des 20. Jahrhunderts.
Kopytman komponierte u. a. zwei Opern, Orchesterwerke, Kammermusik, Klavierwerke und mehrere Ballette. Er wurde u. a. mit dem Koussevitzky International Record Critics Award für das Orchesterwerk Memory (1986), dem israelischen ACUM-Preis für sein Lebenswerk (1992) und dem Preis des israelischen Premierministers (2002) ausgezeichnet.

## Werke
- Songs of Captivity and Struggle für Bariton und Klavier (1957)
- Children's Songs (1959–64)
- Distance Beyond Distance für gemischten Chor (1960)
- Two Little Suites (1962, 1965)
- String Quartet 1 (1962)
- Polyphonic pieces für Klavier (1962–85)
- Forty Years für gemischten Chor (1964)
- Songs of Anguished Love für Stimme und Klavier (1964)
- Water-colors für Frauenchor (1965)
- Casa Mare, Oper (1966)
- Pieces für Oboe und Klavier (1966)
- String Quartet 2 (1966)
- Ten Moldavian Folk Songs für gemischten Chor (1966–1972)
- String Quartet 3 (1969)
- Soare cu Dinitz für Stimme und Klavier (1972)
- Lamentation für Flöte (1973)
- For Piano (1973)
- October Sun für Stimme, Flöte, Violine, Klavier und Perkussion (1974)
- This is a Gate Without Wall für Stimme und Instrumentalensemble (1975)
- For Percussion (1975)
- Monodrama, Ballettmusik (1975)
- Prism, Ballettmusik (1976)
- For Harpsichord (1976)
- For Harp (1976)
- Day and Night Arise to Heaven für Stimme, Trompete und Perkussion (1977)
- About an old Tune für Violine, Viola, Cello und Klavier (1977)
- Basso Recitativo für zwei Klaviere (1977)
- For Organ (1978)
- Two Poems, Ballettmusik (1978)
- And a time for Every Purpose, Ballettmusik (1979)
- Wings, Schauspielmusik (1979)
- Cantus I für drei Oboen (1979)
- Cantus II für Violine, Viola und Cello (1980)
- Stones für gemischten Chor (1980)
- Chamber Scenes from the Life of Susskind von Trimberg, Kammeroper (1982)
- Variable Structures, zwölf kurze Präludien für Klavier (1985–87)
- Circles (Life of the World to Come) für Stimme, Klarinette, Cello und Klavier (1986)
- Dedication für Violine oder Viola (1986)
- Wno lights Up? für Kinderchor (1987)
- Letters of Creation für Stimme und Klavier (1988)
- Eight Pages für Solostimme (1989)
- To Go Away für Stimme, Klarinette, Violine, Cello und Perkussion (1989)
- Ornaments I für zwei Klarinetten (1991)
- Chamber Music für Klarinette und Klavier (1992)
- Kaddish für Cello oder Viola und Klavier (1992)
- Ornaments II für zwei Fagotte (1993)
- Tenero für Cello (1993)
- Alliterations für Klavier (1993)
- Discourse I-II (Cantis VI) für Oboe und Streichquartett (1994)
- Strain für Streichquartett (1995)
- Vocalise (1995)
- Three Nights für Stimme und Instrumentalensemble (1996)
- Fermane für Folksänger und drei Klarinetten (1998)
- Misterioso-Sussurando für Cello (1998)
- Passolargo für Gitarre (1999)
- Eight Chapters (Quartet 4) (2000)
- For Gregory, drei Miniaturen für Klavier (2000)
- If There Are Seven Heavens, Zwölf Miniaturen für Stimme und Cello (2001)
- Music for Nine für Streich- und Bläserquartett (2001)
- Farewell für Streichquartett (2001)
- Ornaments III für Flöte (2001)
- Bucolics, fünf kleine Stücke für Kinder für Klavier (2002)
- Cantus II für Streichquartett (2003)
- Cantus IV (Dedication) für Violine und Klavier (2004)